# Лапвеј (Ајдахо)
Лапвеј (енгл. Lapwai) град је у америчкој савезној држави Ајдахо.

## Демографија
По попису из 2010. године број становника је 1.137, што је 3 (0,3%) становника више него 2000. године.
| Група             | 2000.       | 2010.       |
| Белци             | 175 (15,4%) | 187 (16,4%) |
| Афроамериканци    | 6 (0,5%)    | 4 (0,4%)    |
| Азијати           | 0 (0,0%)    | 1 (0,1%)    |
| Хиспаноамериканци | 49 (4,3%)   | 46 (4,0%)   |
| Укупно            | 1.134       | 1.137       |